# Angélologie
Cet article possède un paronyme, voir Angiologie.

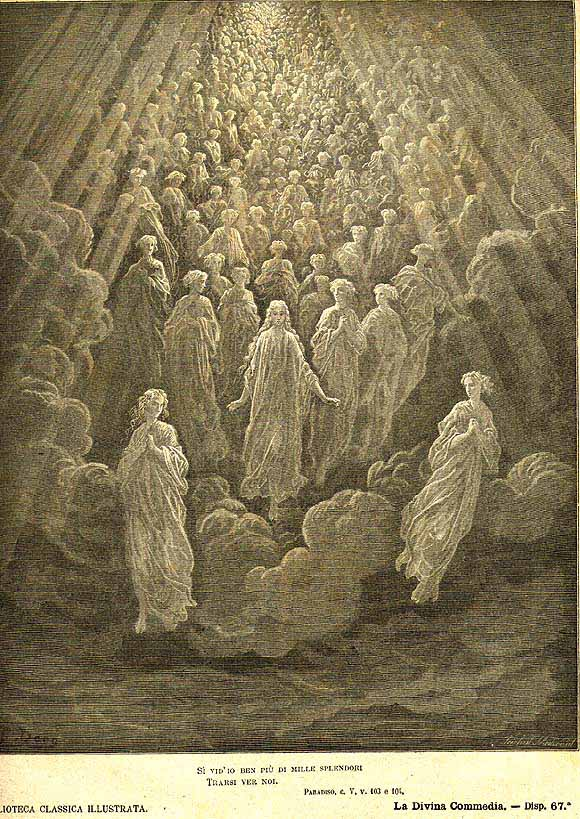
Illustration de Gustave Doré.

L'angélologie est l'étude des anges, de leurs noms, de leur place dans la hiérarchie céleste et de leur rôle. Cette étude varie selon les religions concernées mais aussi en fonction des époques. Chacune des trois religions abrahamiques possède sa propre angélologie : le judaïsme, le christianisme et l'islam. Le zoroastrisme a également développé ses propres conceptions sur les anges.

## Angélologie ésotérique
L'ethnologue Al-Assiouty explique  que l'angélologie ésotérique se réclame en général des traditions égyptiennes, mésopotamiennes, cabalistiques ou hindoues, dans lesquelles sous des noms très divers, les êtres angéliques étaient connus et répertoriés. Il souligne que dans les religions polythéistes, certains êtres angéliques étaient vénérés comme des puissances supérieures à l'homme, et faisaient l'objet d'un culte, dont le but était de s'en attirer les faveurs : les dieux de l'Antiquité seraient ainsi, selon lui, les anges des religions monothéistes.
Les angélologies des différentes traditions antiques se recoupent souvent, en partie parce qu'elles se sont influencées mutuellement. L'angélologie juive serait née pendant la période de l'exil à Babylone, où les Juifs se sont initiés à la connaissance babylonienne, puis perse. L'islam hériterait lui aussi sa connaissance des anges, en partie des religions tribales arabes et en partie de la Perse.

## Angélologie dans le judaïsme
Dans la pensée monothéiste, les anges sont traditionnellement définis comme des entités intermédiaires entre le ciel et la terre, ou entre Dieu et l'Homme. Cette croyance s'appuie notamment sur ce rêve de Jacob, dans la Genèse (28 :12) : « Il eut un songe : voilà qu'une échelle était dressée sur la terre et que son sommet atteignait le ciel, et des anges de Dieu y montaient et y descendaient. »

L'angélologie juive, qui s'est développée dès l'exil à Babylone, s'est attachée à développer les rapports entre Dieu et les anges tout au long de la Création, affirmant qu'ils auraient bâti l'Univers sous la direction de Dieu. Selon Philon d'Alexandrie, cité par Bernard Teyssèdre :
« Il n'existe qu'un seul Dieu, mais ce Dieu unique a autour de lui d'innombrables puissances comme aides et secours de toutes existences créées... Le Roi s'entretient avec ses puissances et s'en sert comme de ses serviteurs, pour l'accomplissement de tâches qui ne conviennent pas à Dieu lui-même. »
Selon l'angélologie juive, les anges existeraient également pour protéger, guider, éduquer les êtres humains. Le recueil d'Enoch et d'autres textes hébraïques retrouvés dans les grottes de Qumran mentionnent souvent le rôle joué par les anges dans l'élévation spirituelle des peuples. On lit ainsi dans le Livre des Jubilés (4, 15) cité par Bernard Teyssèdre :
« Car en ces jours les anges du Seigneur descendirent sur terre, ceux qu'on nomme les Egrégores, afin d'instruire les enfants des hommes et d'accomplir la justice et l'équité sur la terre. »
Dans son livre de 1897, Vocabulaire de l’angélologie: d’après les manuscrits Hébreux de la bibliothèque nationale de France,  Moïse Schwab donne des informations détaillées sur les noms d’anges mentionnés dans le judaïsme, sur la façon de les nommer, du sens de leur attribut et de leur hiérarchie. La référence principale à l’angélologie juive se trouve dans la kabbale.
La Kabbale a pour but de révéler le sens caché de l'Ancien Testament, car selon les kabbalistes, tout le savoir du monde y est renfermé, sa découverte permettrait de connaître le passé, le présent et le futur. La hiérarchie des anges dans la Kabbale compte 10 classes, en plus des sephiroth.

### Les 10 classes d’anges
La référence principale de ces 10 classes d’anges se trouve dans les textes des Tikounim ( suppléments du Zohar )

### La cohorte des 72 anges
Il s’agit des 72 anges de la  Kabbale . Selon le Zohar, il s’agit de l’échelle que  Jacob vit en songe: elle était formée de 72 échelons dont le sommet, allait se perdre dans les sommets célestes. Les influences de Dieu parviennent du ciel et sont communiquées à tous les ordres des hiérarchies célestes et à toutes les créatures du cosmos, au moyen de cette échelle mystique. Les kabbalistes ont tiré les 72 noms d’anges des trois versets de l’Exode (14:19,20,21), dont chacun se compose de 72 lettres hébraïques. Ces 72 lettres des trois versets ont été développées et ont servi à trouver les 72 anges de la kabbale.
Dans son livre Amulettes, talismans et Pantacle, Jean Marquès-Rivière donne des informations détaillées sur le sens de leurs attributs, le verset du psaume qui leur est réservé et leurs influences.

## Angélologie dans le christianisme
Le christianisme s'appuie sur l'angélologie judaïque. L'idée que les anges seraient les constructeurs du Cosmos sous la direction de Dieu est commune à tout le judéo-christianisme. Pseudo-Denys l'Aéropagite, compilateur de l'angélologie chrétienne, au Ve siècle, la confirme :
« Le gros de l'œuvre de la Création fut exécuté par les Sept Esprits de la Présence, les collaborateurs de Dieu, grâce à une participation de la Divinité en eux. »
Athénagoras d'Athènes, philosophe chrétien au IIe siècle, précise :
« Le Démiurge et le créateur du monde, Dieu, a, par l'intermédiaire de son Verbe, réparti et ordonné les anges, pour qu'ils s'occupent des éléments des cieux, du monde et de ce qui est en lui. »
Tout ceci a été repris par Thomas d'Aquin, selon qui : « Toutes les choses corporelles sont gouvernées par les anges. »

### Du nombre des anges
Dans l' Apocalypse de saint Jean, un passage affirme que le dragon dans sa chute emporta un tiers des étoiles du ciel. Ceci a été interprété par les pères de l'Église de la façon suivante : Lucifer, dans sa chute après sa rébellion contre Dieu, a entraîné un tiers des anges à sa suite en enfer, qui sont donc devenus des anges déchus.

### Hiérarchie angélique (dans le catholicisme)
La classification des anges selon Thomas d'Aquin, docteur de l'Église, est reconnue par le magistère de l’Église catholique romaine. Elle est enseignée dans les principales universités catholiques pontificales en cours d'angélologie et démonologie pour les futurs prêtres-exorcistes.
Dans l'angélologie chrétienne, à la suite de Denys l'Aréopagite, la hiérarchie angélique compte neuf classes réparties en trois degrés.
Les anges de l'Église sont ceux présentés dans la Bible, à savoir les archanges Saint Michel, Saint Gabriel, Saint Raphaël et les Saint Anges gardiens dont parle Jésus.
L'Église honore saint Michel comme chef et prince de la milice céleste (Daniel X,13).

#### Hiérarchie du premier degré
Elle représente Dieu dans ses perfections extériorisées : ardent amour, vive lumière, inaltérable sainteté. L'homme en est en contact constant.
- Les Séraphins. Leur nom signifie chaleur et lumière. Ils sont enflammés de l'amour de Dieu au plus haut degré. Leur but premier est la purification et la dissipation des ténèbres et des doutes. Leur qualité principale est l'Amour.
- Les Chérubins. Leur nom signifie sagesse et science. Ils sont capables de montrer à Dieu ceux qui doutent. Leur vertu est la Science.
- Les Trônes. Leur nom signifie qu’ils sont les porteurs de la justice divine. Ils sont complètement sourds à toute tentation humaine. Ils sont la voix de Dieu auprès des hommes. Leur vertu est l'Humilité.

#### Hiérarchie du second degré
Elle représente Dieu dans sa souveraineté sur les créatures : pouvoir sans limites, force irrésistible, justice immuable. C'est au prix d'effort que l'être humain peut les ressentir.
- Les Dominations, transmettent aux entités inférieures les commandements de Dieu. Elles instruisent quand le doute et le découragement s’installent. Elles sont libérées des passions, des dépravations et des tentations.
- Les Vertus, elles symbolisent la force et la vigueur durant un projet entrepris. Elles récompensent le chercheur en phase avec ses objectifs et qui ira au bout de sa démarche. On les invoque pour se redonner force et courage.
- Les Puissances, elles travaillent essentiellement au rapprochement de l’influence divine et du genre humain. Elles montrent aux gens de l'Église le chemin de leur foi et les préservent du doute.

#### Hiérarchie du troisième degré
Elle représente Dieu dans son action au-dehors : sage gouvernement, sublimes révélations, constants témoignages de bonté. Elle échappe à la raison humaine, seule la sainteté permet de les percevoir.
- Les Principautés, dirigent et éclairent les anges et archanges. Leur mission consiste à faire régner un certain ordre sur la Terre par leur intervention céleste. Elles sont gardiennes du secret divin et veillent à son bon emploi.

- Les Archanges sont les messagers extraordinaires de Dieu auprès des hommes. Saint Thomas d'Aquin place trois archanges ici : Saint Michel, Saint Gabriel et Saint Raphaël. Cette tradition est reprise par le Magistère de l'Église Catholique Romaine.

## Angélologie en Islam
Les anges (et archanges) font également partie de la tradition islamique. En Perse, une tradition d'angélologie, néo-platonicienne, a été développée vers le Xe siècle par les Perses et les Juifs autour des travaux d'Al Farabi, influence majeure d'Averroès sur l'intelligence collective. Pierre Lévy en a fait une réinterprétation à l'heure d'Internet.
Gabriel y est connu sous le nom de Djibril جبريل/جبرائيل
Michael "Mika'il" et Raphaël "Israfil". Azraël est communément appelé Azraîl, mais il est en réalité cité dans les sources islamiques uniquement sous l'appellation ملك الموت ,  "l'Ange de la mort".

## Anges particuliers

### Samaël
On attribue parfois au Diable le nom de Lucifer ou de Samaël.
Lucifer est le nom latin donné à Satan, après traduction des versets suivants du livre d'Isaïe (14:12-17) :
Te voilà tombé du ciel, Astre brillant, fils de l'aurore ! Tu es abattu à terre, Toi, le vainqueur des nations ! Tu disais en ton cœur : Je monterai au ciel, J'élèverai mon trône au-dessus des étoiles de Dieu ; Je m'assiérai sur la montagne de l'assemblée, À l'extrémité du septentrion ; Je monterai sur le sommet des nues, Je serai semblable au Très Haut. Mais tu as été précipité dans le séjour des morts, Dans les profondeurs de la fosse. Ceux qui te voient fixent sur toi leurs regards, Ils te considèrent attentivement : Est-ce là cet homme qui faisait trembler la terre, Qui ébranlait les royaumes, Qui réduisait le monde en désert, Qui ravageait les villes, Et ne relâchait point ses prisonniers ?
Cependant, cette traduction est controversée, car ce passage décrit non pas Satan et une hypothétique Chute, mais un Roi babylonien identifié parfois à Nabuchodonosor II. De plus, le nom de Lucifer correspondait au nom d'un Dieu mineur, correspondant au Phosphoros grec, le « Porteur de Lumière », qui annonçait l'Aurore et le Jour. Il est à noter que « Satan » (Accusateur) est le nom donné par les Hébreux à une fonction juridique babylonienne semblable à celle du Procureur de nos procès modernes.
Samaël, quant à lui, est une figure du Talmud. Son nom signifie « Venin de Dieu », et s'apparente à l'Ange de la Mort plutôt qu'à Satan, qu'il soit perçu comme une entité indépendante des Anges ou comme un Ange déchu. Diverses écoles d'interprétation le voient tour à tour comme le véritable père de Caïn (Maléfique), ou comme le détenteur d'une Sagesse cachée (Bénéfique), si bien qu'il est difficile aujourd'hui de lui rattacher une fonction correspondant à celle qui était la sienne à l'origine.